# Don DeLillo
Don DeLillo (Nova Iorque, 20 de novembro de 1936) é um escritor, dramaturgo e ensaísta norte-americano, cujo trabalho traça um retrato detalhado da vida cotidiana no século XX. Os romances de DeLillo abordam temas tão diversos como a televisão, a guerra nuclear, os esportes, as complexidades da linguagem, arte performática, a Guerra Fria, a matemática, o advento da era digital e do terrorismo global. Ele foi finalista do prêmio Pulitzer em 1992 e 1998, pelos romances Mao II e Submundo (Underworld), respectivamente. 
DeLillo foi inicialmente um escritor cult, mas a publicação de Ruído Branco em 1985 lhe trouxe reconhecimento mundial. Amplamente premiado, DeLillo descreve sua ficção como preocupada em "viver em tempos perigosos". Em 2005, afirmou: "Os escritores devem se opor aos sistemas. É importante escrever contra o poder, as empresas, o estado e todo o sistema de consumo e de entretenimentos debilitantes [...] eu acho que os escritores, por natureza, devem se opor às coisas, opor-se a qualquer poder que tente nos impor”.

## Biografia
Donald Richard DeLillo nasceu no Bronx em 1936, filho de imigrantes italianos. Nas entrevistas que concedeu, muitas vezes ele retorna à importância que o catolicismo teve para o desenvolvimento de sua sensibilidade intelectual e artística.
DeLillo aproxima os rituais católicos de seu interesse pela religião, descrita por ele como “uma disciplina e um espetáculo, algo que leva as pessoas a comportamentos extremos. Nobre, violento, deprimente, bonito ”.
Foi estudante da Jesuit Fordham University, onde diz "não ter estudado muito". Formou-se em Artes da Comunicação e, por não encontrar emprego no mercado editorial, trabalhou com publicidade. À época, DeLillo já publicava alguns contos sob influência do cinema europeu, em particular de Jean-Luc Godard. Deixou o cargo publicitário em 1964, não para dedicar-se integralmente à escrita, mas simplesmente por querer parar de trabalhar.
Sua vida mudou com a publicação de seu oitavo romance, Ruído Branco, em 1985. Com o sucesso do livro, DeLillo foi alçado ao estrelato. O livro ganhou o prêmio National Book Award for Fiction e passou a ocupar um lugar no cânone dos romancistas pós-modernos contemporâneos.
Mesmo após a fama, DeLillo permaneceu discreto: quando foi convidado para fazer o discurso do prêmio National Book Award for Fiction, ele simplesmente disse: "Lamento não poder estar aqui esta noite, mas agradeço a todos por terem vindo", e retornou ao seu assento.
A influência de DeLillo na literatura da segunda metade do século XX e do século XXI é considerável. Muitos autores, como Bret Easton Ellis, Jonathan Franzen e David Foster Wallace, citaram DeLillo como influência. O crítico literário Harold Bloom o nomeou como um dos maiores romancistas americanos de seu tempo, embora questione a classificação de DeLillo como um "romancista pós-moderno". Questionado se aprova essa designação, DeLillo respondeu: "Não reajo. Mas prefiro não ser rotulado. Sou um romancista, ponto final. Um romancista americano".

## Obra

#### Romances
- Americana (1971)
- End Zone (1972)
- Great Jones Street  (1973)
- Ratner's Star (1976)
- Players  (1977)
- Cão em Fuga - no original Running Dog  (1978)
- Amazons  (1980) (com o pseudónimo "Cleo Birdwell")
- Os nomes - no original The Names  (1982)
- Ruído branco - no original White Noise  (1985)
- Libra  (1988)
- Mao II (1991) - Prémio PEN/Faulkner de Ficção (1992)
- Submundo - no original Underworld  (1997) (Pafko at the Wall  é o prólogo de Underworld que foi publicada separadamente na Harper's em Outubro de 1992)
- O corpo enquanto arte - no original The Body Artist (2001)
- Cosmópolis - no original Cosmopolis  (2003)
- O homem em queda - no original Falling Man  (2007)
- Ponto Ômega - no original Point Omega (2010)
- Zero K  (2016)
- O silêncio - no original The silence (2020)

#### Collectâneas
- O Anjo Esmeralda: Nove Histórias - no original The Angel Esmeralda: Nine Stories (2011)

#### Contos
- "Take the "A" Train" (1962) (Publicada primeiro em Epoch 12, No. 1 (Primavera de 1962) pp. 9–25.)
- "Spaghetti and Meatballs" (1965) (Publicada primeiro em Epoch 14, No. 3 (Primavera de 1965) pp. 244–250)
- "Coming Sun.Mon.Tues." (1966) (Publicada primeiro em Kenyon Review 28, No. 3 (Junho de 1966), pp. 391–394.)
- "Baghdad Towers West" (1967) (Publicada primeiro em Epoch 17, 1968, pp. 195–217.)
- "The Uniforms" (1970) (Publicada primeiro em Carolina Quarterly 22, 1970, pp. 4–11.)
- "In the Men's Room of the Sixteenth Century" (1971) (Publicada primeiro em Esquire, Dec. 1971, pp. 174–177, 243, 246.)
- "Total Lost Weekend"  (1972) (Publicada primeiro em Sports Illustrated, Nov. 27, 1972, pp. 98–101+)
- "Creation" (1979) (Publicada primeiro em Antaeus No. 33, Primavera de 1979, pp. 32–46.)
- "The Sightings" (1979) (Publicada primeiro em Weekend Magazine, 4 de Agosto de 1979, pp. 26–30.)
- "Human Moments in World War III" (1983) (Publicada primeiro em Esquire, Julho de 1983, pp. 118–126.)
- "The Ivory Acrobat" (1988) (Publicada primeiro em Granta 25, Outono den 1988, pp. 199–212.)
- "The Runner" (1988) (Publicada primeiro em Harper's, Setembro de 1988, pp. 61–63.)
- "Pafko at the Wall" (1992) (Publicada primeiro em Harper's, Outubro de 1992, pp. 35–70.)
- "The Angel Esmeralda" (1995) (Publicada primeiro em Esquire, Maio de 1994, pp. 100–109.)
- "Baader-Meinhof" (2002) (Publicada primeiro em  New Yorker, 1 de Abril de 2002, pp. 78–82.)
- "Still Life" (2007) (Publicada primeiro em New Yorker, 9 de Abril de 2007)
- "Midnight in Dostoevsky" (2009) (Publicada primeiro em New Yorker, 30 de Novembro de 2009)
- "The Border of Fallen Bodies" (2009) (Publicada primeiro em  Esquire, 21 de Abril de 2009)
- "Hammer and Sickle" (2010) (Publicada primeiro em Harper's, Dezembro de 2010, pp. 63–74)

#### Peças de Teatro
- The Engineer of Moonlight (1979)
- The Day Room (primeira produção em 1986)
- Valparaiso (primeira produção em 1999)
- Love-Lies-Bleeding (primeira produção em 2005)
- The Word for Snow (primeira produção em 2007)

#### Roteiros
- Game 6 (2005), história de um dramaturgo (interpretado por Michael Keaton) obcecado pelo Boston Red Sox e a 1986 World Series, foi escrita no início dos anos 1990, mas não foi produzida até 2005, ironicamente, um ano depois que o Red Sox conquistou seu primeiro título da World Series em 86 anos. Até o momento, é o único trabalho de DeLillo para o cinema.

#### Ensaios
- "American Blood: A Journey through the Labyrinth of Dallas and JFK" (1983) (Publicada na Rolling Stone, Dec. 8, 1983. Primeiro ensaio maior de DeLillo's. Visto como um sinal do seu interesse no assassinato de JFK que levaria ao livro Libra)
- "Salman Rushdie Defense" (1994) (Co-escrito com Paul Auster na defesa de Salman Rushdie, após o anúncio da fatwa sobre  Rushdie com a publicação de The Satanic Verses)
- "The Artist Naked in a Cage" (1997)(Um artigo pequeno no The New Yorker on May 26, 1997, pages 6–7.
- "The Power of History" (1997) (Publicado 7 de setembro de 1997 na edição da New York Times Magazine. Precedeu a publicação de Underworld)
- "A History of the Writer Alone in a Room" (1999)
- "In the Ruins of the Future" (Dec 2001) (Este pequeno ensaio apareceu na Harper's Magazine. Está relacionado com os incidentes, terrorismo do 11 de Setembro e a América, e tem oito secções numeradas)[10]
- DeLillo, Don (outono de 2009). «Remembrance». Granta (108): 68–69 Nelson Algren